# Hitrino
Hitrino (in bulgaro Хитрино?) è un comune bulgaro situato nella regione di Šumen di 12 426 abitanti (dati 2009). La sede comunale è nella località omonima.

## Località
Il comune è formato dall'insieme delle seguenti località:
- Bajkovo
- Bliznaci
- Černa
- Dlăžko
- Dobri Vojnikovo
- Edinakovci
- Hitrino (sede comunale)
- Iglika
- Kalino
- Kamenjak
- Razvigorovo
- Slivak
- Stanovec
- Studenica
- Tervel
- Timarevo
- Trem
- Vărbak
- Visoka poljana
- Živkovo
- Zvegor